# رشد و آسیب‌شناسی روانی
رشد و آسیب‌شناسی روانی (به انگلیسی: Development and Psychopathology) یک مجله پزشکی با داوری است که پژوهش‌هایی را پوشش می‌دهد که به ارتباط متقابل رشد روان‌شناختی معمول و نامعمول در کودکان و بزرگسالان می‌پردازد. این مجله در سال ۱۹۸۹ پایه‌گذاری شد و توسط انتشارات دانشگاه کمبریج منتشر شده‌است. بر اساس گزارش‌های استنادی مجله، ضریب تأثیر این مجله در سال ۲۰۱۷ برابر با ۴٫۳۵۷ بود.